# Уок, Джеймс
Джеймс Джо́зеф Уо́к (англ. James Joseph Wolk, род. 22 марта 1985) — американский актёр и общественный деятель.

## Карьера
В 2008 году Уок получил свою первую телевизионную роль в драме «Перед классом» — он сыграл Брэда Коэна. В 2009 году исполнил роль Чарли в пилоте «Разгадывая Чарли». В 2010 стал звездой сериала «Одинокая звезда» канала Fox, однако сериал отменили после выхода двух первых эпизодов.
Уок сыграл составителя речей Эндрю Пирса для президента в пилоте канала ABC под названием «Джоджтаун», но сериал не вышел в эфир.
Осенью 2011 года Уок присоединился к актёрскому составу во втором сезоне шоу «Бесстыдники» канала Showtime в роли Адама. Премьера состоялась 8 января 2012 года.
В декабре 2011 актёр получил роль Гранта в сериале «Счастливый конец» канала ABC — он появился в трёх эпизодах. В 2012 году он снялся в мини-сериале «Политические животные».

## Личная жизнь
Родился в Фармингтон-Хилс, штат Мичиган, в семье Иди, учительницы изобразительных искусств, и Роберта, владельца обувного магазина. Его семья исповедует иудаизм. В 2003 году окончил школу «North Farmington», а в 2007 завершил обучение в Школе Музыкальных, театральных и танцевальных искусств при Университете Мичигана.
Уок является членом совета директоров фонда «Brad Cohen Tourette Foundation». Также работает волонтёром в «Camp Twitch and Shout» в Джорджии, лагере для детей от 7 до 17 лет, страдающих синдромом Туретта.
В июне 2015 года Уок женился на Элизабет Джей Бирд. В январе 2017 года у пары родился сын Чарли Уок.

## Фильмография

### Кино
| Год  | Название                                   | В оригинале           | Роль                 | Примечания                                   |
| ---- | ------------------------------------------ | --------------------- | -------------------- | -------------------------------------------- |
| 2006 | Проект «Спираль»                           | The Spiral Project    | Джордан              | под именем Джимми Уок                        |
| 2008 | Забытые земли                              | Forgotten Land        | Рол                  | короткометражный фильм под именем Джимми Уок |
| 2008 | Перед классом                              | Front of the Class    | Брэд Коэн            |                                              |
| 2009 | Восемь простых шагов                       | 8 Easy Steps          | HotnRich             | короткометражный фильм под именем Джимми Уок |
| 2010 | Снова ты                                   | You Again             | Уилльям «Уилл» Олсен | под именем Джимми Уок                        |
| 2012 | Если хочешь хорошо провести время — звони! | For A Good Time, Call | Чарли                |                                              |

### Телевидение
| Год       | Название                          | В оригинале                                | Роль               | Примечания                                |
| --------- | --------------------------------- | ------------------------------------------ | ------------------ | ----------------------------------------- |
| 2008      | Как вращается мир                 | As The World Turns                         | Моряк              | 1 эпизод под именем Джимми Уок            |
| 2008      | Зал славы Hallmark: Перед классом | Hallmark Hall Of Fame’s Front Of The Class | Бред Коэн          | телевизионный фильм под именем Джимми Уок |
| 2009      | Разгадывая Чарли                  | Solving Charlie                            | Чарли Хадсон       | под именем Джимми Уок                     |
| 2010      | Одинокая звезда                   | Lone Star                                  | Роберт «Боб» Аллен | 5 эпизодов главная роль                   |
| 2011      | Джорджтаун                        | Georgetown                                 | Эндрю Пирс         | телевизионный фильм                       |
| 2012      | Бесстыдники                       | Shameless                                  | Адам               | 3 эпизода                                 |
| 2012      | Счастливый конец                  | Happy Endings                              | Грант              | 3 эпизода                                 |
| 2012      | Политические животные             | Political Animals                          | Дуглас Бэрриш      | 6 эпизодов                                |
| 2013—2014 | Безумцы                           | Mad Men                                    | Боб Бенсон         | 12 эпизодов                               |
| 2013—2014 | Сумасшедшие                       | Crazy Ones                                 | Зак Кроппер        | 22 эпизода                                |
| 2015—2017 | Зоо-апокалипсис                   | Zoo                                        | Джексон Оз         | 39 эпизодов                               |
| 2017      | Миллиарды                         | Billions                                   | Крейг Хайдекер     |                                           |
| 2018—2019 | Расскажи мне сказку               | Tell Me a Story                            | Джордан Эванс      | 10 эпизодов                               |
| 2021      | Обыкновенный Джо                  | Ordinary Joe                               | Джо Кимбро         |                                           |